# Ernest Malric
Pour les articles homonymes, voir Malric.
Ernest Malric, né le 23 décembre 1883 à Rabastens (Tarn) où il est mort le 6 mai 1966, est un homme politique français.

## Biographie
Maire de Rabastens de 1925 à 1944 et conseiller général du canton de Rabastens, il est député radical du Tarn de 1932 à 1940.
Le 10 juillet 1940, il vote les pleins pouvoirs au Maréchal Pétain. À la Libération, il est condamné à cinq ans de dégradation nationale par la chambre civique du Tarn.

## Sources
- Ressource relative à la vie publique :   - Base Sycomore
- « Ernest Malric », dans le Dictionnaire des parlementaires français (1889-1940), sous la direction de Jean Jolly, PUF, 1960 [détail de l’édition]